# Psychotria pullei
Psychotria pullei är en måreväxtart som beskrevs av Cornelis Eliza Bertus Bremekamp. Psychotria pullei ingår i släktet Psychotria och familjen måreväxter. Inga underarter finns listade i Catalogue of Life.